# Mads Moldt
Mads Moldt Olesen Hutzelsider (født 28. januar 2006), også kendt under kunstnernavnet Meum Zel, er en dansk sanger, som vandt det danske X Factor 2022 med 59,9 % af stemmerne den 8. april 2022.
Efter sejren i X Factors sæson 15 skiftede Moldt kunsternavn til Meum Zel, som også var det navn, han udgav sin vindersingle, "Clingy", under; sangen toppede på 24.-pladsen på Tracklisten.

## Diskografi
| Titel    | År   | Højeste hitlisteplaceringer | Album            |
| Titel    | År   | DK                          | Album            |
| -------- | ---- | --------------------------- | ---------------- |
| "Clingy" | 2022 | 24                          | Ikke på et album |